# 4fun Kids
4Fun Kids – polska stacja nadająca muzykę dla dzieci, młodzieży i ich rodziców, należąca do grupy kapitałowej Telewizja Polsat.

## Historia
Stacja Mjuzik.tv rozpoczęła nadawanie 12 sierpnia 2014 o godz. 12:00 w sieciach kablowych i na platformach cyfrowych w miejscu nadawanego wcześniej kanału RBL.TV. Formalnie KRRiT zmieniła zapisy dotyczące zmiany nazwy w koncesji dla kanału RBL.TV, jednak stacja RBL.TV nie zakończyła nadawania, a projekt przeniesiono do Internetu. Stacja Mjuzik.tv nadawała muzykę pop, głównie teledyski z lat 2000–2015. Na antenie stacji nadawano wyłącznie teledyski.
25 czerwca 2015 roku kanał zmienił nazwę na 4fun Hits, emitował najnowszą muzykę pop oraz muzykę z lat 80. i 90. XX w. i pierwszej dekady XXI w.
Stacja poza emisją satelitarną oraz w internecie dostępna jest w niektórych częściach kraju w naziemnej telewizji cyfrowej dzięki emisji w kilku lokalnych multipleksach DVB-T.
1 września 2016 stacja zmieniła oprawę programową oraz logo. Natomiast 4 października 2016 do dotychczasowej nazwy stacji dołączono słowo Gold. 6 listopada 2017 stacja zmieniła logo usunięto słowo Hits. 10 listopada 2017 stacja zmieniła ponownie oprawę programową i pasma. 21 października 2019 stacja zmieniła grafikę logo. Była to złota gwiazda w środku z napisem 4Fun Gold, lecz 30 października 2019 powrócono do starego. 1 września 2020 stacja zmieniła nazwę na 4fun Kids oraz zmienił się profil muzyczny stacji. Do 31 sierpnia 2020 prezentowano muzykę z lat 70. 80. i 90. XX w. i pierwszej dekady XXI wieku, obecnie są to piosenki dla dzieci i współczesne utwory.